# Ein Kunstkabinett

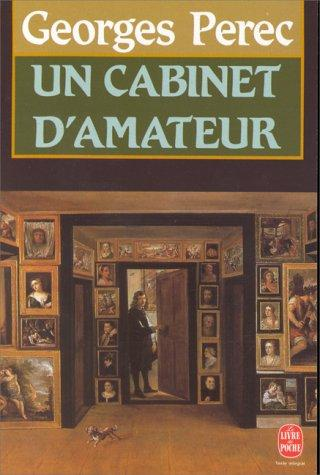
Un Cabinet d'Amateur, 1979

Ein Kunstkabinett. Geschichte eines Gemäldes (Un Cabinet d’amateur) ist ein Roman von Georges Perec, der 1979 bei Editions Balland (Paris) veröffentlicht wurde. Die deutsche Übersetzung von Eugen Helmlé  erschien 1989 im Carl Hanser Verlag.

## Inhalt
Im Jahr 1913 wird in Pittsburgh die Kunstsammlung des deutsch-amerikanischen Bierbrauers Hermann Raffke ausgestellt. Zentrales Werk dieser Ausstellung ist das Gemälde Ein Kunstkabinet von Heinrich Kürz. Darauf ist, wie der abgedruckte Ausstellungskatalog beschreibt, Hermann Raffke zusammen mit zahlreichen Bildern seiner Sammlung dargestellt – darunter auch das Gemälde Ein Kunstkabinet von Heinrich Kürz. Das detailreiche Bild im Bild wiederholt sich, wie die Ausstellungsbesucher mit Lupen feststellen, wieder und wieder, bis das darauf abgebildete Kunstkabinett nur noch stecknadelgroß erscheint. Allerdings unterliegen die Wiederholungen kleinen Veränderungen: „auf einem Longhi ist plötzlich, von einer Verkleinerung zur nächsten, die zuvor leere Piazza von Masken bevölkert; aus einer marokkanischen Landschaft verschwinden nacheinander Esel, verschleierte Frau, dann Dromedar; der angeschlagene Boxer erhält im nächsten Bild einen Uppercut, im letzten liegt er k.o. am Boden.“ Die Zahl beeindruckter Besucher steigt so weit, dass es zu Rangeleien kommt. Als das Gemälde Opfer eines Attentats mit Tinte wird, lässt Raffke es aus der Ausstellung entfernen. Wenig später stirbt Raffke und wird, seinem Testament entsprechend, von Taxidermisten präpariert. In der gleichen Kleidung und Pose wie auf dem Gemälde Ein Kunstkabinet wird der Leichnam in eine Grabkammer gesetzt, die dem Kunstkabinett naturgetreu nachgebildet ist und in der Raffkes Lieblingsbilder hängen. Seine Erben lassen von Experten einen Katalog der verbliebenen Sammlung erstellen, um diese zu versteigern. Bei der Auktion erhalten insbesondere die Werke von Lucas Cranach dem Älteren, Giorgione, Frans Hals und Jan Vermeer sehr hohe Gebote.
Zwei Jahre nach der Auktion wendet sich Raffkes Neffe Humbert an die Käufer und klärt sie darüber auf, dass alle Gemälde Fälschungen waren. Die gesamte Aktion erweist sich als die perfide Rache seines Onkels, der zuvor jahrelang von Kunstexperten und Kunstverkäufern betrogen worden war.

## Motive
Das Hauptmotiv von Un Cabinet d’amateur ist die Täuschung. So sind die meisten Gemälde nicht nur Fälschungen im Roman, sondern sind überdies von Perec frei erfunden. Ihnen wird durch kunstgeschichtliche Legenden und fingierte Provenienznachweise potentielle Authentizität verliehen. Das Gemälde „Der Untergang des Hauses Usher von Frank Staircase“ bezieht seine sofortige Anmutung von Bekanntheit allein vom Titel einer Geschichte Edgar Allan Poes. Diese Strategien, die Gemälde zu scheinbar unschätzbar wertvollen Kunstwerke werden zu lassen, ist einerseits Teil der Rache des betrogenen Amateur-Kunstsammlers Raffke, andererseits integraler Bestandteil von Perecs Täuschungsspiel: Das Falsche vermischt mit dem Wahren, Buchtitel sind Gemälde, Schriftsteller sind Maler, historische Persönlichkeiten wie der ehemalige Governor von Nevada, John Sparks, mischen sich in das fiktive Geschehen, als gehörten sie dazu. Perec treibt das Spiel mit den Medien und der Illusion vs. Realität auf die Spitze und lässt am Ende seine gesamte Konstruktion selbst einbrechen, indem er „die meisten Einzelheiten dieser fiktiven Erzählung  [als] allein zum Vergnügen und zum Kitzel des schönen Scheins erdacht“ darstellt (Ein Kunstkabinett, S. 109).
Weiterhin arbeitet Perec mit dem Motiv der Zerstörung von Kunst. Das Hauptwerk des Romans, das Gemälde Ein Kunstkabinett wird von einem Besucher der Ausstellung zerstört, ebenso die Kodak-Fabrik mitsamt Fotoplatten und Filmen. Im Roman schreibt der (falsche) Kunstkritiker Lester Nowak über Kürz’ Gemälde „man dürfe sich nicht täuschen lassen: dieses Werk sei ein Abbild vom Tod der Kunst, eine Spiegelreflexion über diese zur unendlichen Wiederholung seiner eigenen Modelle verurteilten Welt“ (S. 31). Auch die erzählte Geschichte des Gemäldes fällt letztendlich der Zerstörung zum Opfer, indem sie sich selbst als falsch entlarvt.

## Illustration
Auf dem Schutzumschlag befindet sich die Reproduktion des Gemäldes Un Cabinet d’amateur (1980/81) von Isabelle Vernay-Lévêque. Es gibt das im Roman geschilderte Kunstkabinett wieder.

## Ausgaben
- Un Cabinet d’amateur, Editions Balland, Paris 1979/1988.
- Ein Kunstkabinett, Carl Hanser Verlag, München/Wien 1989, ISBN 3-446-15408-6.